# 西碼頭站
西碼頭站（英語：Westferry DLR station）是碼頭區輕便鐵路的一個車站，位於倫敦東部的石灰屋地區，位於倫敦第2收費區。西碼頭站所在地曾有石灰屋站。

## 外部連結
- Docklands Light Railway website - Westferry station page（页面存档备份，存于）